# Taylor Rhodes
Taylor Laurence Rhodes (Nashville, ...) è un compositore, produttore discografico e musicista statunitense.
È noto per la sua collaborazione con gli Aerosmith, per i quali ha co-scritto Cryin' (pezzo di maggior successo dell'album Get a Grip), Blind Man e Full Circle.